# Barrio Norte
Barrio Norte è un comune (corregimiento) della Repubblica di Panama situato nel distretto di Colón, provincia di Colón. Si estende su una superficie di 1,2 km² e conta una popolazione di 20.579 abitanti (censimento 2010).